# Berga församling, Skara stift
Berga församling var en församling i Skara stift och i Mariestads kommun. Församlingen uppgick 2004 i Lyrestads församling.

## Administrativ historik
Församlingen har medeltida ursprung.  
Församlingen var till 1995 annexförsamling i pastoratet Hassle, Berga och Färed som från 1500-talet även omfattade Enåsa församling och från 1962 Torsö församling. Från 1995 till 2004 var församlingen annexförsamling i pastoratet Lyrestad, Hassle, Berga, Färed och Enåsa. Församlingen uppgick 2004 i Lyrestads församling.

## Organister
| Period    | Namn           | Levnadstid | Övrigt   |
| --------- | -------------- | ---------- | -------- |
| 1741      | Claes          |            | Organist |
| 1785–1791 | Jakob Lundberg | 1762–1808  | Organist |
| 1844–1875 | Johan Bergman  | 1809–1875  | Organist |

## Kyrkor
- Berga kyrka